# Trichomyia reducta
Trichomyia reducta är en tvåvingeart som beskrevs av Duckhouse 1978. Trichomyia reducta ingår i släktet Trichomyia och familjen fjärilsmyggor. Inga underarter finns listade i Catalogue of Life.